# Стумијага (Тренто)
Стумијага је насеље у Италији у округу Тренто, региону Трентино-Јужни Тирол.
Према процени из 2011. у насељу је живело 122 становника. Насеље се налази на надморској висини од 603 м.